# 克魯恩斑
克魯恩斑（英語：Krun Macula）是冥王星暗黑色指節套環系列中最西邊的一節。它的名字源自Krun，是曼德語族冥府最大的五位惡魔之首腦。

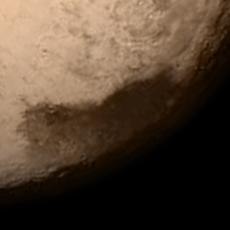
克魯恩斑是在中間的黑暗地區。他在明亮的心型湯博區東葉的東南。

克魯恩斑是繼克蘇魯區和炎魔斑之後第三大的暗區。它延伸到接近西經180度附近，也就是冥王星上正對著冥衛一的背面。

## 註解
1. ↑  傳統的伊拉克曼德語（已滅絕），英文的發音接近/ˈkruːn/；或現代的伊朗曼德語，英文的發音接近/ˈkrʌn/。